# Oedaspis fini
Oedaspis fini
 es una especie de insecto del género Oedaspis de la familia Tephritidae del orden Diptera. 
Amnon Freidberg la describió científicamente por primera vez en el año 1994.